# Maria Fricioiu
Maria Fricioiu, romunska veslačica, * 16. marec 1960, Grădinari.
Fricioiujeva je za Romunijo osvojila zlato olimpijsko medaljo na Poletnih olimpijskih igrah 1984 v Los Angelesu kot članica romunskega četverca s krmarjem.